# Meicende
Meicende es una aldea española situada en la parroquia de Pastoriza, del municipio de Arteijo, en la provincia de La Coruña, Galicia.

## Localización
Meicende es una localidad que está situada en la frontera entre los municipios de Arteijo y La Coruña. La distancia al centro urbano coruñés es de seis kilómetros, y la distancia a Arteijo es de siete kilómetros.
Sus principales vías de comunicación son las carreteras AC-415 y la AC-452 (carretera de Finisterre). En Meicende nace la autopista AP-55 que une las poblaciones de La Coruña y Carballo.

## Demografía
La localidad experimentó un fuerte crecimiento demográfico en los últimos años como consecuencia del proceso de industrialización de la periferia coruñesa que provocaron que el lugar, que en los años 1960 no era más que una aldea de 300 habitantes, se convirtiese ya en un pequeño pueblo. Este vertiginoso y, en muchas ocasiones, incontrolado crecimiento ocasionó gran cantidad de problemas a la hora de abastecer de servicios a toda esta nueva población.
La mayoría de su población es originaria de otros pueblos y comarcas. También habita en la localidad gente de etnia gitana y de otros países (principalmente africanos, tanto del Magreb como del sur del Sáhara, pero también de Sudamérica).
| Gráfica de evolución demográfica de Meicende entre 2000 y 2018 |
|                                                                |
| Datos según el nomenclátor publicado por el INE.               |

## Economía
Este pueblo se dedica fundamentalmente a la actividad industrial y en menor medida a la agrícola. En él se encuentran entre otras empresas la refinería de Repsol, Alcoa (antigua Aluminios de Galicia), así como muchas otras empresas principalmente del sector siderúrgico.

## Cultura
En la localidad se encuentra el colegio público San José Obrero así como la Sociedad Recreativa La Esperanza, sociedad con muchos años de historia que ha dado cobijo a muchas generaciones de vecinos de Meicende y en la que se realizan distintas actividades culturales para mayores y pequeños. 
Situada al lado del colegio se encuentra la Iglesia de San Roque de Meicende, de reciente construcción y moderno diseño.

## Deporte

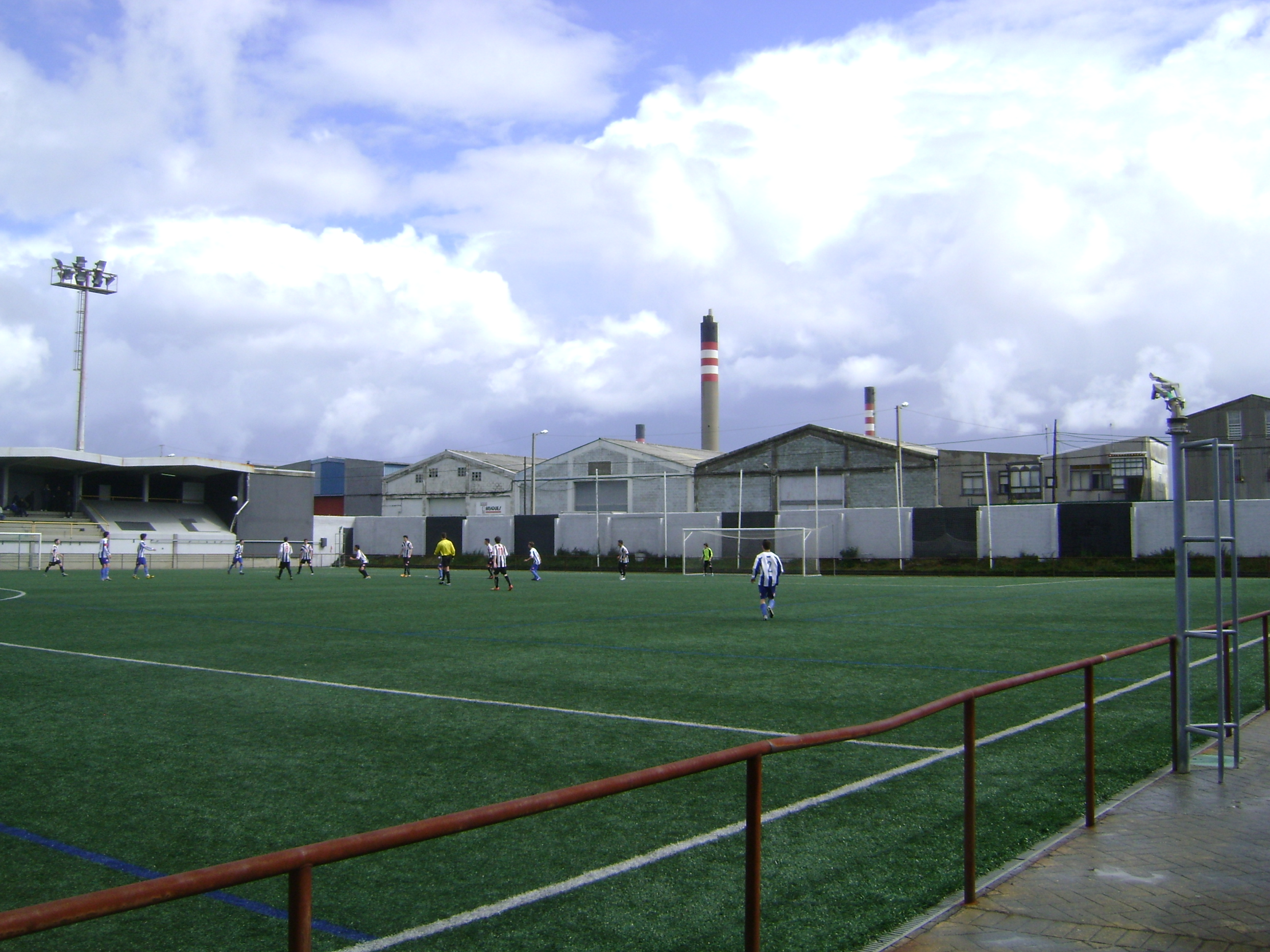
Partido de fútbol en Meicende

Meicende tiene un equipo de fútbol: el Sporting Meicende.
Además, desde enero de 2023 cuenta con gimnasio y piscina, integrado en el área verde del embalse. 

## Servicios
Esta población posee buenos y modernos servicios, como el consultorio médico en el que los vecinos tienen atención sanitaria de medicina general y enfermería, farmacias, transporte público urbano de La Coruña así como transporte metropolitano, parada de taxis y oficinas bancarias, entre otros.
A través de la Asociación de Vecinos se está intentando solucionar algunos de los principales problemas de la población como son el importante volumen de tráfico que tiene que soportar al encontrarse en medio de la salida sur de la ciudad de La Coruña, realizando para ello una vía de circunvalación. 
Otros problemas que solucionar y derivados del rápido crecimiento urbano son la falta de aparcamiento así como la necesidad de urbanizar y humanizar el entorno (fuertemente industrial) del pueblo y la mejora continua de servicios.
Para todo ello, el encontrarse en la frontera entre los municipios de La Coruña y Arteijo no ha tenido ningún beneficio. 
Un claro ejemplo de la falta de coordinación entre ambos municipios y las consecuencias que ello genera en esta población fue el incendio de 14 naves industriales en el polígono de La Artística, situado en Meicende. En dicho incendio la mala coordinación entre los parques de bomberos municipales así como la falta de claridad de los lindes territoriales de ambos municipios, provocaron una demora en la extinción del mismo que acabó con la destrucción total de 14 de las 16 naves que componían el polígono.
En los últimos años el ayuntamiento de Arteijo acometió una serie de obras con el fin de mejorar la calidad de vida de los vecinos de Meicende, entre ellas la más destacada fue la creación de un espacio verde en el embalse situado en dicha población. Dicha zona se ha convertido en el centro de paseo así como en el pulmón de esta villa.

## Ocio
Meicende posee una variada oferta hostelera, con muchos restaurantes y bares, prácticamente todos situados en la carretera principal, que une Meicende con Pastoriza.

## Festividades
Las fiestas patronales se celebran entre el 15 y el 18 de agosto, en el mes de mayo se celebra el San José Obrero, el primer día del mes, siendo festividad local.